# Olcella griseoscutellata
Olcella griseoscutellata är en tvåvingeart som först beskrevs av Oswald Duda 1930.  Olcella griseoscutellata ingår i släktet Olcella och familjen fritflugor. Inga underarter finns listade i Catalogue of Life.